# Тодт, Жан
Жан Тодт (фр. Jean Todt; род. 25 февраля 1946, Пьерфор) — французский спортсмен, конструктор и спортивный менеджер. Президент Международной автомобильной федерации (2009—2021). Спортивный директор команды «Феррари» «Формулы-1» (1993—2007).

## Биография
Жан Тодт родился 25 февраля 1946 года в Пьерфоре, департамент Канталь, Франция. Сын врача, окончил медицинский институт в Париже, по специальности никогда не работал.
С 1969 успешно выступал в чемпионате ралли за заводскую команду Peugeot Talbot Sport в качестве штурмана. Наибольшего успеха добился в 1981 году, став вице-чемпионом мира в паре с пилотом Ги Фрекленом. Французский экипаж проиграл всего 7 очков своим соперникам Ари Ватанену, штурманом которого выступал другой известный в будущем спортивный менеджер — Дэвид Ричардс. При этом французам удалось сделать решающий вклад в единственную в истории победу марки Talbot в зачёте производителей.
После завершения спортивной карьеры Тодт стал конструктором и спортивным менеджером. Он принял участие в создании Peugeot 205 T16 для раллийных гонок. Благодаря этой модели были выиграны чемпионаты мира 1985 и 1986 годов, а также Ралли «Дакар» в 1987 и 1988 годах. На модели Peugeot 405 T16 были выиграны Ралли «Дакар» в 1989 и 1990 годах и гонка по подъёму на холм «Pikes Peak» в 1988 и 1989 годах. А на разработанном под руководством Тодта спортпрототипе Peugeot 905, были одержаны победы в гонке 24 часа Ле-Мана в 1992 и 1993 годах. Тодт пытался уговорить руководство создать команду «Пежо» в Формуле-1, но идея не была поддержана, хотя двигатели этого производителя использовались в турнире в 1994-2000 годах.
После этого Тодт принял предложение «Феррари» и возглавил её отделение «Формулы-1» с 1993 года. Он привлёк в команду Росса Брауна и Михаэля Шумахера, с которыми привел «Феррари» к череде побед в чемпионате в начале 2000-х годов.
Жан Тодт вышел в отставку в 2008 году. В 2009 он победил на выборах на пост главы Международной автомобильной федерации (ФИА). Его главным соперником был Ари Ватанен, у которого Тодт выиграл со 135 голосами против 49. 6 декабря 2013 года Тодт был переизбран на пост главы ФИА на второй срок. 8 декабря 2017 года на заседании Генеральной ассамблеи ФИА в Париже единогласно был вновь переизбран на третий и последний срок до конца 2021 года. Покинул пост резидента ФИА 17 декабря 2021 года — его заменил Мохаммед бен Сулайем.
Тодт — кавалер Ордена Почётного легиона и Малайского почётного звания «Датук сери», эквивалентного рыцарскому. Улица в его родном городе Пьерфор называется в его честь.
Сыграл роль-камео в фильме «Астерикс на Олимпийских играх».

### Личная жизнь
В июле 2004 года обручился с малайзийской актрисой и танцовщицей Мишель Йео после двух месяцев отношений, сочетались браком в июле 2023 года.

## Результаты выступлений в ралли (штурман)

### Чемпионат мира
4 победы, 14 подиумов.
| Год  | Гонщик        | Автомобиль | 1        | 2        | 3        | 4        | 5        | 6        | 7     | 8     | 9        | 10       | 11    | 12       | Место | Очки |
| ---- | ------------- | ---------- | -------- | -------- | -------- | -------- | -------- | -------- | ----- | ----- | -------- | -------- | ----- | -------- | ----- | ---- |
| 1973 | Разные        | Разные     | МОН 2    |          | ПОР Сход | КЕН 3    | МАР Сход | ГРЕ Сход | ПОЛ 1 | ФИН 8 | АВС 1    | ИТА Сход |       | ВЕЛ 15   | -     | -    |
| 1974 | Разные        | Разные     | ПОР Сход | КЕН Сход | ФИН 13   |          |          |          |       |       |          |          |       |          | -     | -    |
| 1975 | Ханну Миккола | Разные     | МОН 2    | ШВЕ Сход | КЕН Сход |          | МАР 1    | ПОР 2    |       |       |          | ВЕЛ Сход |       |          | -     | -    |
| 1976 | Ханну Миккола | Разные     |          |          | ПОР Сход | КЕН Сход | ГРЕ Сход | МАР Сход |       |       | ФРА 10   | ВЕЛ Сход |       |          | -     | -    |
| 1977 | Разные        | Разные     | МОН Сход |          |          | КЕН Сход |          |          |       |       |          | ФРА 10   |       |          | -     | -    |
| 1978 | Тимо Мякинен  | Разные     |          |          | КЕН Сход | ПОР 7    |          |          |       |       | КИВ 2    |          |       |          | -     | -    |
| 1979 | Разные        | Разные     | МОН 6    |          |          | КЕН Сход |          |          |       |       | ИТА Сход | ФРА Сход |       | КИВ Сход | 40    | 6    |
| 1980 | Разные        | Разные     | МОН Сход |          | ПОР 3    |          | ГРЕ 10   | АРГ Сход |       |       | НЗЛ 4    | ФРА Сход | ВЕЛ 3 | КОТ Сход | 8     | 35   |
| 1981 | Ги Фреклен    | Разные     | МОН 2    |          | ПОР 6    | КЕН Сход | ФРА 2    | ГРЕ 4    | АРГ 1 | БРА 2 |          | ИТА Сход | КОТ 5 | ВЕЛ Сход | 2     | 89   |

### Международный чемпионат по ралли для производителей
| Год  | Гонщик          | Автомобиль           | 1        | 2   | 3   | 4        | 5        | 6     | 7   | 8        | 9        |
| ---- | --------------- | -------------------- | -------- | --- | --- | -------- | -------- | ----- | --- | -------- | -------- |
| 1970 | Жан-Франсуа Пио | Ford Escort Twin Cam | МОН Сход |     |     |          | АВС 3    | ГРЕ 4 |     |          |          |
| 1971 | Разные          | Разные               |          |     |     |          | МАР Сход |       |     | ФРА Сход | ВЕЛ Сход |
| 1972 | Разные          | Разные               | МОН 3    | ШВЕ | КЕН | МАР Сход |          |       | ИТА |          |          |

### Победы и подиумы в чемпионате Европы по ралли
| № | Сезон | Этап                      | Штурман           | Автомобиль          | Результат |
| - | ----- | ------------------------- | ----------------- | ------------------- | --------- |
| 1 | 1970  | Тур де Франс              | Жан-Пьер Бельтуаз | Matra Simca         | Победа    |
| 2 | 1971  | Ралли Женевы              | Жан-Пьер Николя   | Alpine-Renault A110 | Победа    |
| 3 | 1971  | Ралли Португалии          | Жан-Пьер Николя   | Alpine-Renault A110 | Победа    |
| 4 | 1971  | Ралли Испании             | Жан-Пьер Николя   | Alpine-Renault A110 | Победа    |
| 5 | 1972  | Ралли Файрстоун           | Жан-Пьер Николя   | Alpine-Renault A110 | Победа    |
| 6 | 1972  | Ралли Олимпия             | Жан-Пьер Николя   | Alpine-Renault A110 | Победа    |
| 7 | 1977  | Ралли Балтики             | Ахим Вармбольд    | Toyota Corolla      | Победа    |
| 8 | 1972  | Критериум по снегу и льду | Жан-Пьер Николя   | Alpine-Renault A110 | 2 место   |

### Международные ралли вне чемпионатов
| Сезон | Этап          | Гонщик          | Автомобиль      | Результат |
| ----- | ------------- | --------------- | --------------- | --------- |
| 1969  | Ралли Корсики | Жан-Франсуа Пио | Ford Capri 2600 | 3 место   |
| 1970  | Ралли Марокко | Бернар Констен  | Citroën DS 21   | 2 место   |

## Награды
- Кавалер большого креста ордена Почётного легиона (2011 год)[5][6].
- Великий офицер ордена Почётного легиона (2006 год)[7][8].
- Командор ордена Почётного легиона (2000 год)[9][8].
- Офицер ордена Почётного легиона (1992 год)[10].
- Кавалер ордена Почётного легиона (1986 год)[10].
- Офицер ордена «За заслуги» (1991 год)[6].
- Командор ордена «За заслуги перед Итальянской Республикой» (2002 год, Италия)[6].
- Командор ордена Святого Карла (2020 год, Монако)[11].
- Гранд-офицер ордена Святой Агаты (2012 год, Сан-Марино)[6].
- Орден Дружбы (2015 год, Россия)[6].
- Орден князя Ярослава Мудрого V степени (19 апреля 2011 года, Украина) — за значительный личный вклад в развитие украинского и международного автомобильного спорта[12][6][13].
- Командор ордена Заслуг (2013 год, Сенегал)[6].
- Медаль Первого класса Королевства Бахрейн (2014 год, Бахрейн).
- «Датук сери» (2006 год, Малайзия).